# Колосов, Виктор Иванович
Ви́ктор Ива́нович Ко́лосов (1918 — 20 августа 1944) — лейтенант Рабоче-крестьянской Красной Армии, участник Великой Отечественной войны, Герой Советского Союза (1944).

## Биография
Виктор Колосов родился в 1918 году в деревне Каменник Валдайского уезда. Русский. После окончания школы-семилетки работал в сфере народного хозяйства. В 1938 году Колосов был призван на службу в Рабоче-крестьянскую Красную Армию. Окончил курсы «Выстрел». С апреля 1942 года — на фронтах Великой Отечественной войны. К марту 1944 года гвардии лейтенант Виктор Колосов командовал танком 252-го танкового полка 2-й механизированной бригады 5-го механизированного корпуса 6-й танковой армии 2-го Украинского фронта. Отличился во время освобождения Винницкой области Украинской ССР.
13 марта 1944 года Колосов одним из первых в полку на своём танке переправился через Южный Буг в районе села Губник Гайсинского района, а затем прикрывал наводящих переправу инженеров. В составе своего полка, Колосов участвовал в марш-броске к Днестру. Во время тех боёв экипаж Колосова нанёс противнику большие потери. Так, только за ночь с 30 на 31 марта 1944 года на станции Петрешты Унгенского района Молдавской ССР им было уничтожено около 60 вражеских солдат и офицеров. 20 августа 1944 года Колосов погиб в бою. Похоронен в городе Бельцы.
Указом Президиума Верховного Совета СССР от 13 сентября 1944 года гвардии лейтенант Виктор Колосов посмертно был удостоен высокого звания Героя Советского Союза. Также был награждён орденами Ленина и Отечественной войны 1-й степени.